# Kornwestheim Rangierbahnhof
Kornwestheim Rangierbahnhof is een spoorwegstation/rangeerterrein in de Duitse plaats Kornwestheim.  Het werd in 1918 geopend.

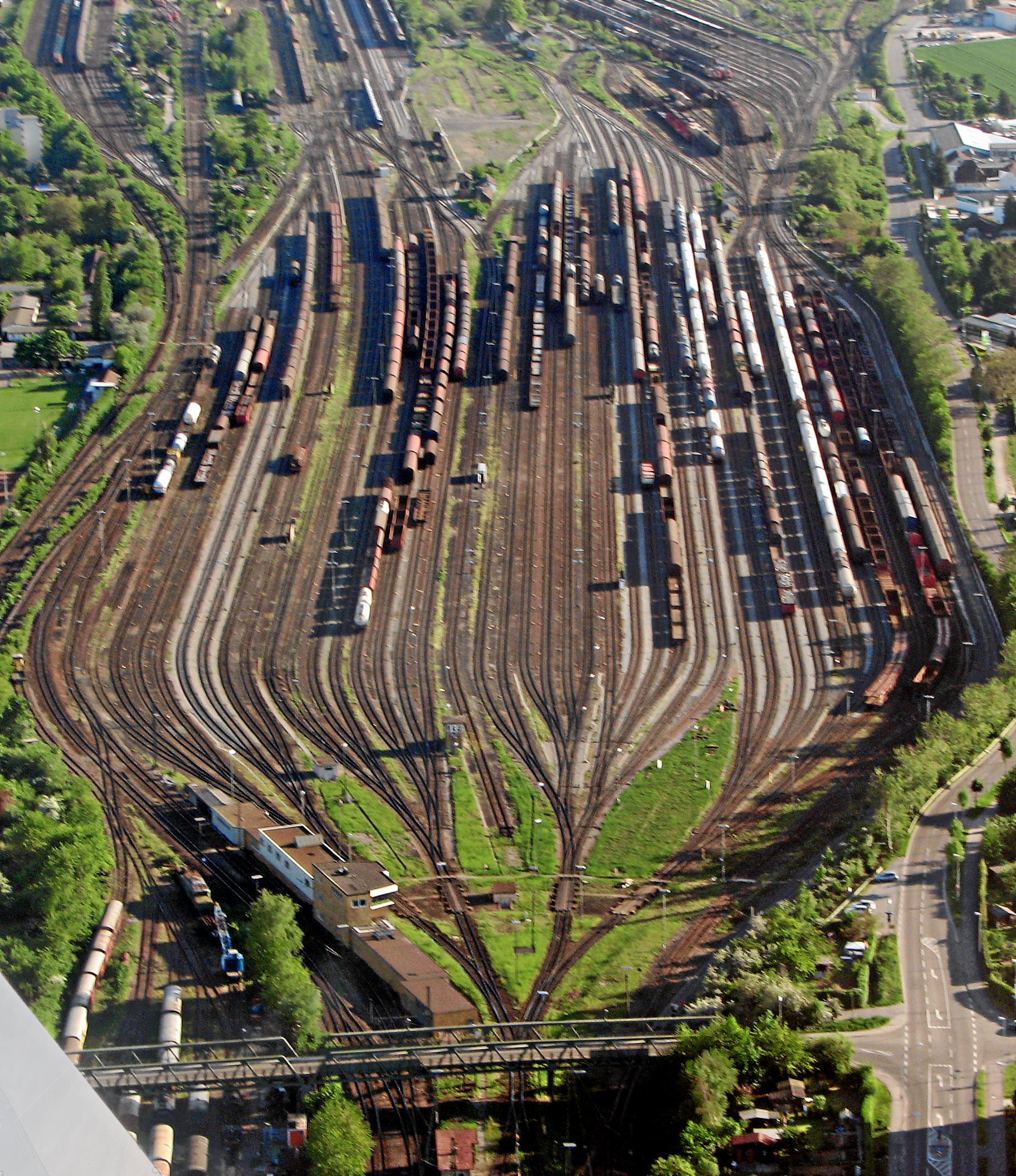
Luchtfoto van het rangeerterrein